# Leversvikt
Leversvikt är oförmågan hos levern att upprätthålla sin normala proteinsyntes och metabola funktion som en del av den normala fysiologin. Sjukdomen brukar klassificeras enligt två former:
- Akut leversvikt - utvecklandet av hepatisk encephalopati (konfusion, stupor och koma) och minskad produktion av proteiner (så som albumin och koagulationsfaktorer) inom fyra veckor efter de första symptomen (så som gulsot) på leverproblem. "Hyperakut" leversvikt sägs råda om intervallet är 7 dagar eller mindre medan subakut leversvikt klassificeras som en produktionsbortfall efter 5-12 veckor.
- Kronisk leversvikt vanligen i samband med levercirros, som i sig självt kan ha många orsaker, exempelvis alkoholism, hepatit B, hepatit C, autoimmuna, ärftliga eller metabola orsaker.